# Stephen H. Daniel
Stephen Hartley Daniel (ur. 1950 w Salisbury) – amerykański filozof brytyjskiego pochodzenia, pracujący jako presidential professor na Texas A&M University.

## Życiorys
Urodził się w mieszanej szkocko-irlandzkiej rodzinie, która przybyła do Pensylwanii w pierwszej połowie XX wieku i zamieszkała w Wirginii. Uczęszczał do gimnazjum St. John Vianney Preparatory School w Nowym Orleanie i po maturze podjął studia w St. Joseph Seminary College (Luizjana), gdzie uzyskał bakalaureat w 1972 roku. Tuż po ukończeniu studiów poślubił Sheryl Breaux. W 1974 roku otrzymał tytuł magistra  nauk filozoficznych na Saint Louis University, a w 1977 roku na tejże uczelni obronił dysertację doktorską The Philosophic Methodology of John Toland, napisaną pod opieką Jamesa Collinsa. Od 1978 do 1983 roku pracował jako Assistant Professor w Spring Hill College, Mobile. W 1983 roku zaczął wykładać na Texas A&M University, gdzie w 1986 został mianowany na stanowisko associate professor, a od roku 1993 pracuje jako full professor.
W pracy naukowej zajmuje się przeważnie filozofią 17. i 18. stulecia (Gottfried Wilhelm Leibniz, George Berkeley, Jonathan Edwards i in.). Jest redaktorem naczelnym czasopisma filozoficznego Berkeley Studies (od 2006). Swobodnie rozmawia po hiszpańsku, czyta po francusku.

## Publikacje
Publikacje książkowe
- Contemporary Continental Thought. Upper Saddle River, NJ: Prentice-Hall, 2005. ix + 480 pp.
- The Philosophy of Jonathan Edwards: A Study in Divine Semiotics. Bloomington: Indiana University Press, 1994. ix + 212 pp.
- Myth and Modern Philosophy. Philadelphia: Temple University Press, 1990. xvi + 232 pp.
- John Toland: His Methods, Manners, and Mind. Montreal: McGill-Queen’s University Press, 1984. xiv + 248 pp.

Przekłady
- “Between Pascal and Spinoza: The Vacuum” by Pierre Macherey, in Current Continental Thought and Early Modern Philosophy, ed. Stephen H. Daniel. Evanston, IL: Northwestern University Press, 2005.
- “Potentia Multitudinis: quae una veluti mente ducitur: Spinoza on the Body Politic” by Etienne Balibar, in Current Continental Thought and Early Modern Philosophy, ed. Stephen H. Daniel. Evanston, IL: Northwestern University Press, 2005.

## Członkostwo w korporacjach naukowych
- International Berkeley Society (prezydent od 2006)
- American Philosophical Association
- International Hume Society
- Leibniz Society of North America
- British Society for the History of Philosophy

## Nagrody i wyróżnienia
Wybrane nagrody i wyróżnienia:
- 2014: $1000 Texas A&M University Special Project Merit Award
- 2012: Texas A&M University Graduate Teaching Academy’s 2011-2012 Best Speaker
- 2009:  Texas A&M University College of Liberal Arts Research Award